# イヴァン・ゴイ
イヴァン・ゴイ ( Ivan Goi, 1980年2月29日 - ) は、イタリア・クレモナ県カザルマッジョーレ出身のオートバイレーサー。ロードレース世界選手権125ccクラスでの勝利経験を持つ。

## 経歴
1996年、ロードレース世界選手権125ccクラスにデビュー。第7戦ダッチTTで初表彰台となる2位に入り、エステルライヒリンクで開催された第10戦オーストリアGPで初優勝を果たした。このときゴイの年齢は16歳と157日であり、これは当時の最年少優勝記録となった。同年にデビューしたバレンティーノ・ロッシ(第11戦チェコGPで初優勝)と共に、ゴイは将来が有望なイタリア人ライダーと評価された。この年のシリーズランキングでは、ロッシが111ポイントで9位、ゴイが110ポイントで10位と並んだ。
しかし翌シーズン以降、ロッシがチャンピオンを獲得して一気にスターダムに駆け上がった一方、ゴイはホンダからアプリリアへのマシン変更に順応できずに成績は低迷し、結局表彰台に立つことも叶わないまま2000年シーズン終了をもってグランプリを一旦去った。2002年に、負傷したヤロスラフ・ユレスの代役としてマッテオーニ・レーシングから2戦出場したのがゴイの最後のGP参戦となっている。
またゴイは2001年から2006年にかけて、スーパースポーツ世界選手権、スーパーバイク世界選手権にワイルドカード枠で数戦に出場した経験を持っている。2010年はイタリア国内のロードレース選手権(CIV)のスーパーストック1000クラスにアプリリア・RSV4を駆って出場し、シリーズチャンピオンとなった。また同年の鈴鹿8時間耐久ロードレースに、現役大学生ライダーの津田一磨をパートナーに、Team D.D. BOYSよりRSV4で出場、総合32位で完走を果たした。

## 主なレース戦績

### ロードレース世界選手権
| シーズン | クラス | バイク     | 出走 | 優勝 | 表彰台 | PP | FL | ポイント | シリーズ順位 |
| -------- | ------ | ---------- | ---- | ---- | ------ | -- | -- | -------- | ------------ |
| 1996年   | 125cc  | ホンダ     | 15   | 1    | 2      | 0  | 0  | 110      | 10位         |
| 1997年   | 125cc  | アプリリア | 12   | 0    | 0      | 0  | 0  | 21       | 18位         |
| 1998年   | 125cc  | アプリリア | 14   | 0    | 0      | 0  | 0  | 53       | 14位         |
| 1999年   | 125cc  | ホンダ     | 16   | 0    | 0      | 0  | 0  | 61       | 13位         |
| 2000年   | 125cc  | ホンダ     | 16   | 0    | 0      | 0  | 0  | 108      | 10位         |
| 2002年   | 125cc  | ホンダ     | 2    | 0    | 0      | 0  | 0  | 0        | -            |
| 合計     |        |            | 75   | 1    | 2      | 0  | 0  | 353      |              |

### スーパーバイク/スーパースポーツ世界選手権
| シーズン | カテゴリ         | バイク            | 出走 | 優勝 | 表彰台 | PP | FL | ポイント | シリーズ順位 |
| -------- | ---------------- | ----------------- | ---- | ---- | ------ | -- | -- | -------- | ------------ |
| 2001年   | スーパースポーツ | ホンダ・CBR600    | 3    | 0    | 0      | 0  | 0  | 7        | 25位         |
| 2003年   | スーパースポーツ | ヤマハ・YZF-R6    | 3    | 0    | 0      | 0  | 0  | 1        | 36位         |
| 2005年   | スーパースポーツ | ヤマハ・YZF-R6    | 4    | 0    | 0      | 0  | 0  | 10       | 24位         |
| 2006年   | スーパーバイク   | ホンダ・CBR1000RR | 4    | 0    | 0      | 0  | 0  | 0        | -            |